# Cádiz Club de Fútbol 2019-2020
Questa voce raccoglie le informazioni riguardanti il Cádiz Club de Fútbol nelle competizioni ufficiali della stagione 2019-2020.

## Maglie e sponsor
| Casa | Trasferta | Terza divisa |

Sponsor ufficiale: Torrot Velocipedo
Fornitore tecnico: Adidas

## Rosa
Aggiornata al 4 marzo 2020.
| N. |                               | Ruolo | Calciatore                   |
| -- | ----------------------------- | ----- | ---------------------------- |
| 1  | Spagna (bandiera)             | P     | Alberto Cifuentes (capitano) |
| 2  | Rep. Dominicana (bandiera)    | C     | Luismi Quezada               |
| 3  | Spagna (bandiera)             | D     | Fali                         |
| 4  | Argentina (bandiera)          | D     | Marcos Mauro                 |
| 5  | Spagna (bandiera)             | C     | Jon Ander Garrido            |
| 6  | Spagna (bandiera)             | C     | José Mari                    |
| 7  | Spagna (bandiera)             | A     | Salvi Sánchez                |
| 8  | Spagna (bandiera)             | C     | Álex Fernández               |
| 9  | Honduras (bandiera)           | A     | Anthony Lozano               |
| 10 | Spagna (bandiera)             | C     | Alberto Perea                |
| 11 | Spagna (bandiera)             | C     | Jorge Pombo                  |
| 12 | Francia (bandiera)            | C     | Yann Bodiger                 |
| 13 | Spagna (bandiera)             | P     | David Gil                    |
| 14 | Spagna (bandiera)             | C     | Iván Alejo                   |
| 15 | Guinea Equatoriale (bandiera) | D     | Carlos Akapo                 |

| N. |                    | Ruolo | Calciatore          |
| -- | ------------------ | ----- | ------------------- |
| 16 | Spagna (bandiera)  | C     | Juan Cala           |
| 17 | Spagna (bandiera)  | C     | Edu Ramos           |
| 18 | Spagna (bandiera)  | C     | José Manuel Jurado  |
| 19 | Perù (bandiera)    | D     | Jean-Pierre Rhyner  |
| 20 | Spagna (bandiera)  | D     | Isaac Carcelén      |
| 21 | Spagna (bandiera)  | A     | Álvaro Giménez      |
| 22 | Uruguay (bandiera) | D     | Alfonso Espino      |
| 23 | Spagna (bandiera)  | A     | Nano                |
| 24 | Serbia (bandiera)  | A     | Filip Malbašić      |
| 31 | Spagna (bandiera)  | D     | José Antonio Franco |
| 32 | Nigeria (bandiera) | D     | Saturday Erimuya    |
| 34 | Spagna (bandiera)  | D     | Sergio González     |
| 37 | Spagna (bandiera)  | A     | Sergio Pérez        |
| 38 | Spagna (bandiera)  | D     | Javi Duarte         |